# Ernest Wichner
Ernest Wichner (n. 17 aprilie 1952, Zăbrani, județul Arad) este un scriitor de limba germană, poet, traducător, critic literar și editor originar din România.

## Viața
Între 1973 și 1974 a studiat germanistica la Timișoara, studii întrerupte prin emigrarea în 1975 în Republica Federală Germania. În Berlinul de Vest a continuat studiile de germanistică și politologie la Freie Universität Berlin.
În anul 1972 a fost membru fondator al Aktionsgruppe Banat (Grupul de Acțiune Banat), o grupare de tineri autori contestatari de limbă germană din Timișoara, care a fost desființată de autoritățile românești în 1975.
Din 1988 până în 2002 a fost angajat și director adjunct la Literaturhaus (Casa Literaturii) din Berlin. Din 2003 până în 2017 a fost directorul acestei instituții. După ce a încetat această activitate, a început traducerea unui roman de Mircea Cărtărescu cu peste 100 de pagini.
În anul 2004, Wichner i-a însoțit pe Oskar Pastior și Herta Müller într-o călătorie în Ucraina, spre a vizita locul în care era lagărul de muncă forțată în care fusese deportat Pastior între 1945 și 1949, ca german din România. Amintirile lui Pastior au fost folosite de Herta Müller în cartea „Atemschaukel“..

## Scrieri
Versuri 
- Steinsuppe (Versuri), Frankfurt am Main, (1988),
- Rückseite der Gesten (Versuri), Lüneburg, (2003)
- Einzahl der Wolken/Singularul norilor (Versuri, ediție bilingvă română/germană), Traducere în limba română de Nora Iuga, Editura Fundației Culturale Române, București, (2003)  [7]

Proză 
- Alte Bilder, Geschichten (povestiri), Heidelberg, (2001).

## Traduceri
- Als die Welt ganz war (titlu original: „Jocul celor o sută de frunze și alte povestiri” - prima parte) de Varujan Vosganian lansat în 27 martie 2014 la Berlin.[8]
- Oxenberg & Bernstein (titlu original: „America de peste pogrom”) de Cătălin Mihuleac lansat în 12 martie 2018 la Viena[9]
- Als die Welt ganz war (titlu original: „Jocul celor o sută de frunze și alte povestiri” - a 2-a parte) de Varujan Vosganian lansat în 13 martie 2018 la Viena[9]

A tradus în germană mai mulți autori români, între care și Max Blecher (romanul „Inimi cicatrizate” tradus sub titlul Vernarbte Herzen), Norman Manea, Dumitru Țepeneag, Ana Blandiana, Liliana Corobca (Un an în Paradis, tradus cu titlul Ein Jahr im Paradies, Stuttgart 2011), Nora Iuga (Autobuzul cu cocoșați, tradus cu titlul Der Autobuz mit den Buckligen, Edition Solitude, Stuttgart 2003) și tot de Nora Iuga: Gefährliche Launen. Ausgewählte Gedichte. Traducere Ernest Wichner cu o postfață de Mircea Cărtărescu, Stuttgart: Verlag Klett-Cotta, 2007, 136p.

## Distincții
- Förderpreis des Marburger Literaturpreises (1986)
- Stipendium des Künstlerhauses Edenkoben (1990)
- Förderpreis des Andreas-Gryphius-Preises (1991)
- Lyrik-Stipendium der Stiftung Niedersachsen (1997)
- Lyrik-Stipendium der Stiftung Niedersachsen (1999).
- Preis für Europäische Poesie der Stadt Münster (2005) (împreună cu Daniel Banulescu)
- Premiul Târgului de Carte de la Leipzig 2018, categoria carte străină – traducere - pentru versiunea în limba germană a romanului America de peste pogrom / Oxenberg & Bernstein semnat de Cătălin Mihuleac.[9]